# Arthur Payr

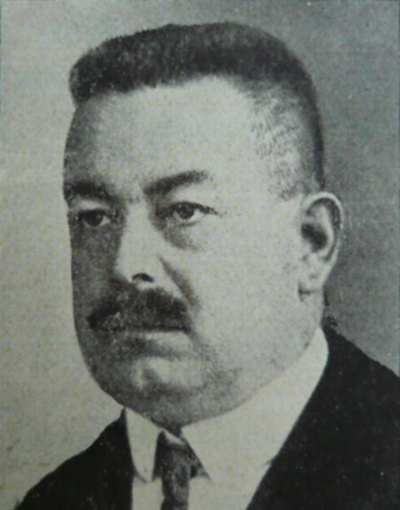
Arthur Payr (1931)

Arthur Payr  (* 20. November 1880 in Bregenz; † 25. Februar 1937 in Prag) war ein österreichischer Architekt und Hochschullehrer. Er war Universitätsprofessor an der Deutschen Technischen Hochschule Prag; als Architekt war er hauptsächlich in Nordböhmen tätig.

## Leben und Wirken
Von 1898 bis 1903 absolvierte Payr die Technische Hochschule München; seine Lehrer waren Carl Hocheder und Friedrich von Thiersch. Nach dem Studium arbeitete er zunächst in Baubüros in Weimar und Innsbruck. Danach gewann er viele Preise bei Architekturwettbewerben, so zum Beispiel 1911 für den Entwurf eines Sanatoriums in Brixen und 1913 für den Entwurf des Deutschen Kasinos in Prag (nicht ausgeführt). Er baute zahlreiche Schulen, Gasthöfe und Wohnhäuser in Innsbruck und Umgebung.
Im Jahr 1909 wurde er Lehrer an der Staatsgewerbeschule Innsbruck, und von 1915 bis 1917 war er als Hochschullehrer an der Staatsgewerbeschule Graz tätig. Payr wurde 1917 als Professor an die Deutsche Technische Hochschule Prag (DTH Prag) berufen. Zu seinen Schülern zählten dort Karl Winter (1894–1969), Fritz Lehmann (1889–1957) und Hermann Wunderlich (1899–1981). Im Studienjahr 1924/25 war er Dekan der Architektur-Abteilung und 1925/26 Rektor der Hochschule. Payr beteiligte sich nun auch in Böhmen an zahlreichen Architekturwettbewerben und war an Stadtplanungen beteiligt. Er baute Schulen, Theater, Kur- und Wohnhäuser sowie Industrie-Anlagen. In seinen Arbeiten war er zunächst dem Heimatstil verbunden und wandte sich später mehr den sachlichen und funktionalen Formen zu.
Arthur Payr war Mitglied der Freien Deutschen Akademie des Städtebaus in Berlin und ordentliches Mitglied der Deutschen Gesellschaft der Wissenschaften und Künste für die Tschechoslowakische Republik. Außerdem war er Mitglied der Wiener Bauhütte und des Kuratoriums der deutschen Sektion der Modernen Galerie des Königreiches Böhmen (Vorläufer der Nationalgalerie Prag). Nach 1918 war er auch politisch aktiv und kandidierte bei den Parlamentswahlen in der Tschechoslowakei 1920 für die Deutsche Demokratische Freiheitspartei.

## Werk

### Ausgeführte Bauten
Viele seiner Bauten entstanden in Nordböhmen.
- 1913: Volksschulgebäude in Klausen (Südtirol)
- 1913: Gasthof zum Goldenen Löwen in Zirl (Tirol), Kirchstraße 2
- 1914: Sanatorium in Brixen, Südtirol
- 1921/22: Chenillewarenfabrik Ernst Jacker in Oberrosenthal / Liberec-Horní Růžodol, Ještědská 287/37 (zusammen mit Oskar Rössler (1878–1928))
- 1921–1924: Wasserkraftwerk in Lametitz an der Eger / Lomazice (1970 vom Stausee Nechranice überflutet)
- 1923–1925: Bergmannssiedlung (Hornická kolonie) in Priesten / Přestanov, Nr. 52–81[7]
- 1924: Villa Preibisch („Haus mit dem Rübezahl“) in Reichenberg / Liberec, Horova 953/12[8]
- 1924–1928: Kurhaus „Johannishof“ (Lázeňský dům Janský Dvůr) in Johannisbad / Janské Lázně
- 1925: Umbau des Theresienbads in Eichwald / Dubí, Lázeňská 21/3
- 1925–1928: Spitzenkraftwerk in Rudolfsthal / Liberec-Rudolfov, Rudolfovská 63 (technisches Projekt von Ludwig Hamburger, unter Denkmalschutz ÚSKP-Nr. 105393)[9][10][11]
- 1927: Bergmannshaus (Hornický dům) in Komotau / Chomutov-Horní Ves
- 1927–1928: Božena Němcová-Theater in Franzensbad / Františkovy Lázně, Ruská 102/16 (unter Denkmalschutz ÚSKP-Nr. 22735/4-4660)[12][13][14]
- 1928: Umbau des Stadttheaters in Karlsbad / Karlovy Vary
- 1929–1932: Goethegymnasium in Komotau / Chomutov, Mostecká 3000 (zusammen mit Stadtbaudirektor Landisch)[15]
- 1929–1931: Büro- und Geschäftshaus der Versicherungsgesellschaft „Elbe“ (Palác pojišťovny Elbe) in Prag, Národní třída 1022/27[16]
- 1930–1931: Pavillon der Glauberquelle in Franzensbad / Františkovy Lázně (zusammen mit Ernst Engelhardt; unter Denkmalschutz ÚSKP-Nr. 23076/4-4591)[17][18]
- 1931–1933: Jahn-Turnhalle in Komotau / Chomutov, Mánesova 1999
- 1931–1934: Bezirksamtsgebäude von Komotau / Chomutov, Náměstí T. G. Masaryka 3100
- 1931–1933: Kreditanstalt der Deutschen in Eger / Cheb, Svobody 7/1 (Umbau eines älteren Gebäudes mit neuer Fassade)
- 1931–1934: Talsperre Pirkenhammer bei Karlsbad[11]
- 1932: Stadtsparkasse (Česká spořitelna) in Fischern / Rybáře (Ortsteil von Karlsbad)[19]

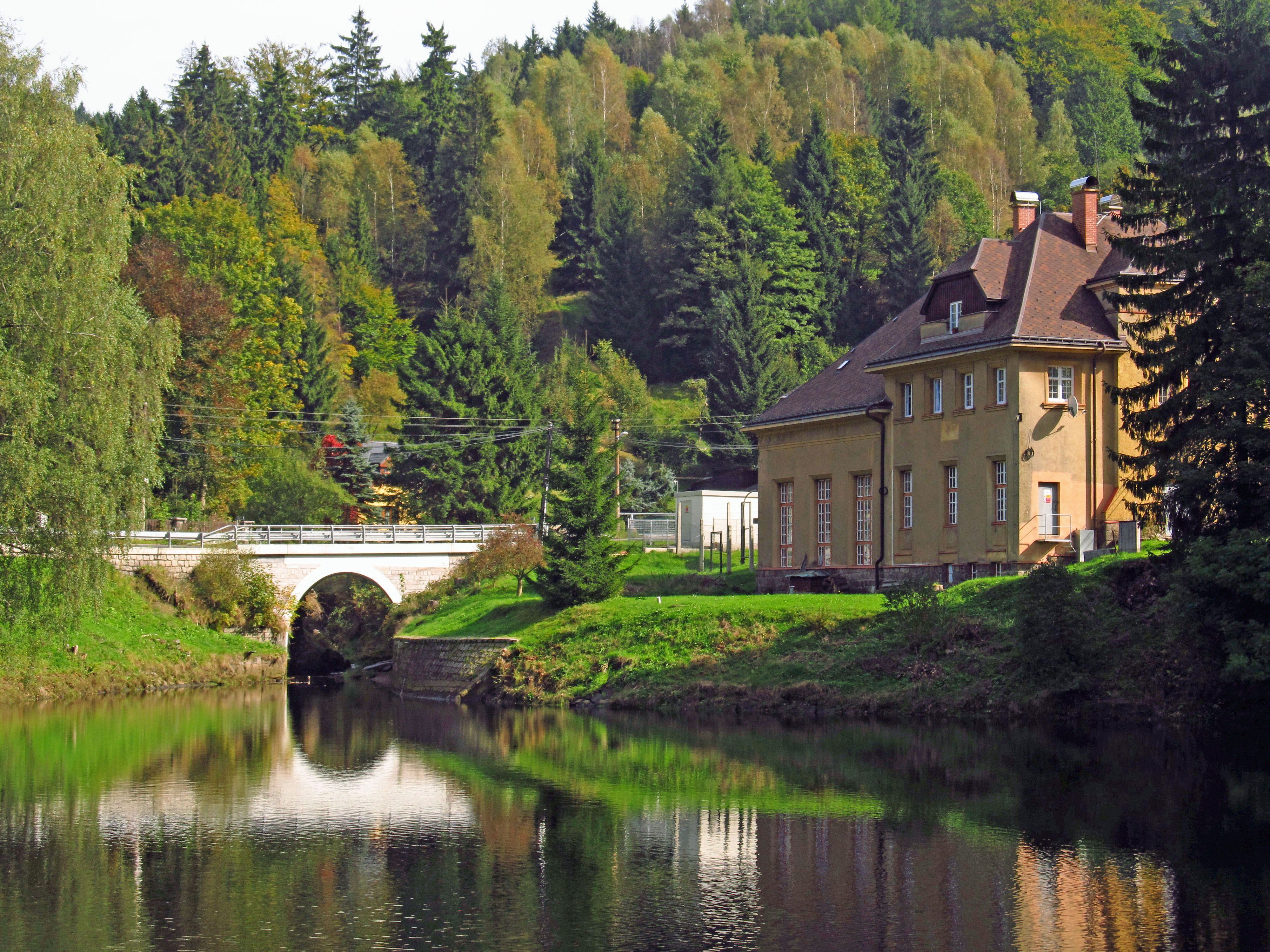
Spitzenlast-Wasserkraftwerk in Reichenberg - Liberec
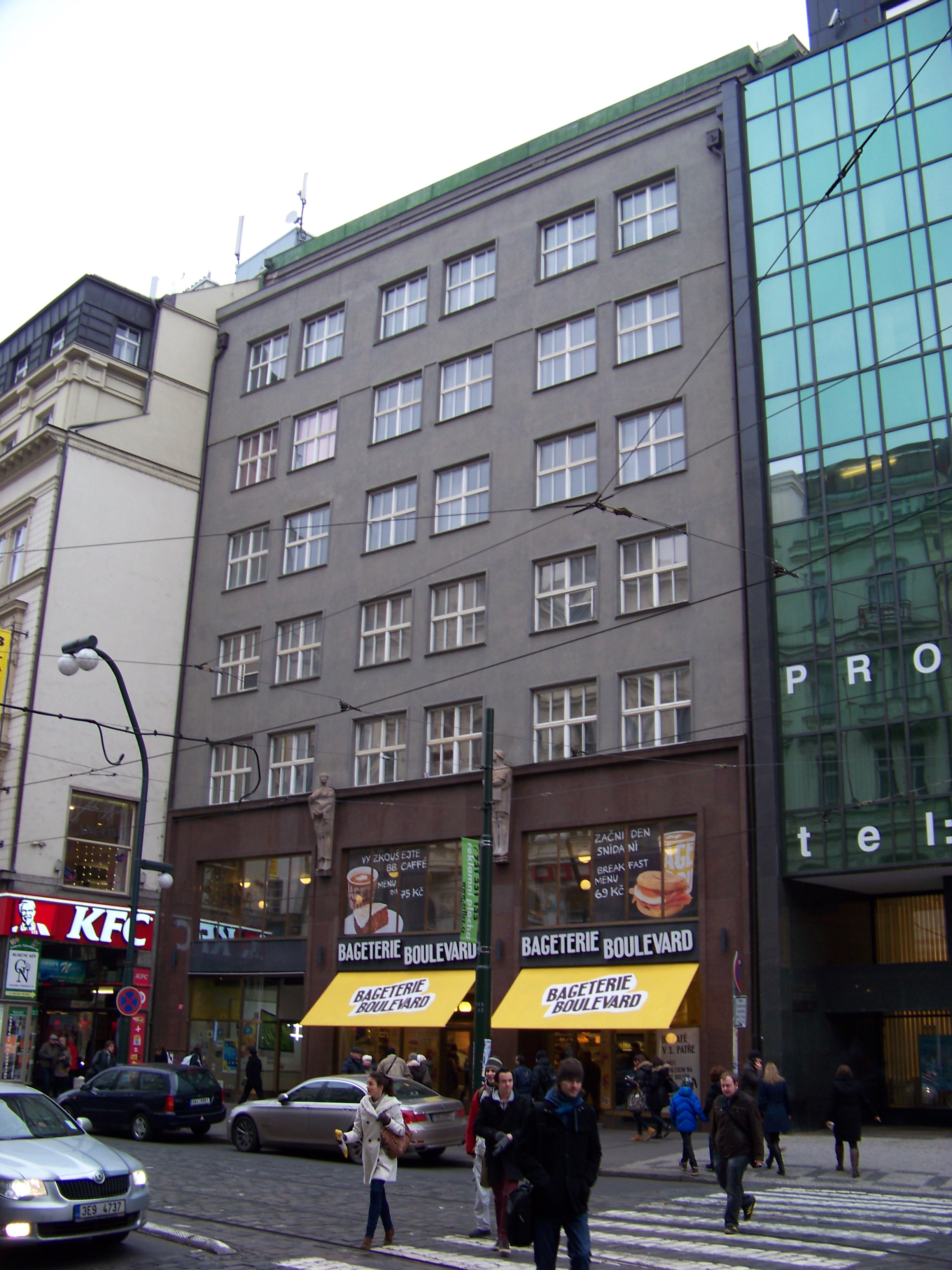
Ehem. Versicherungspalast Elbe in Prag
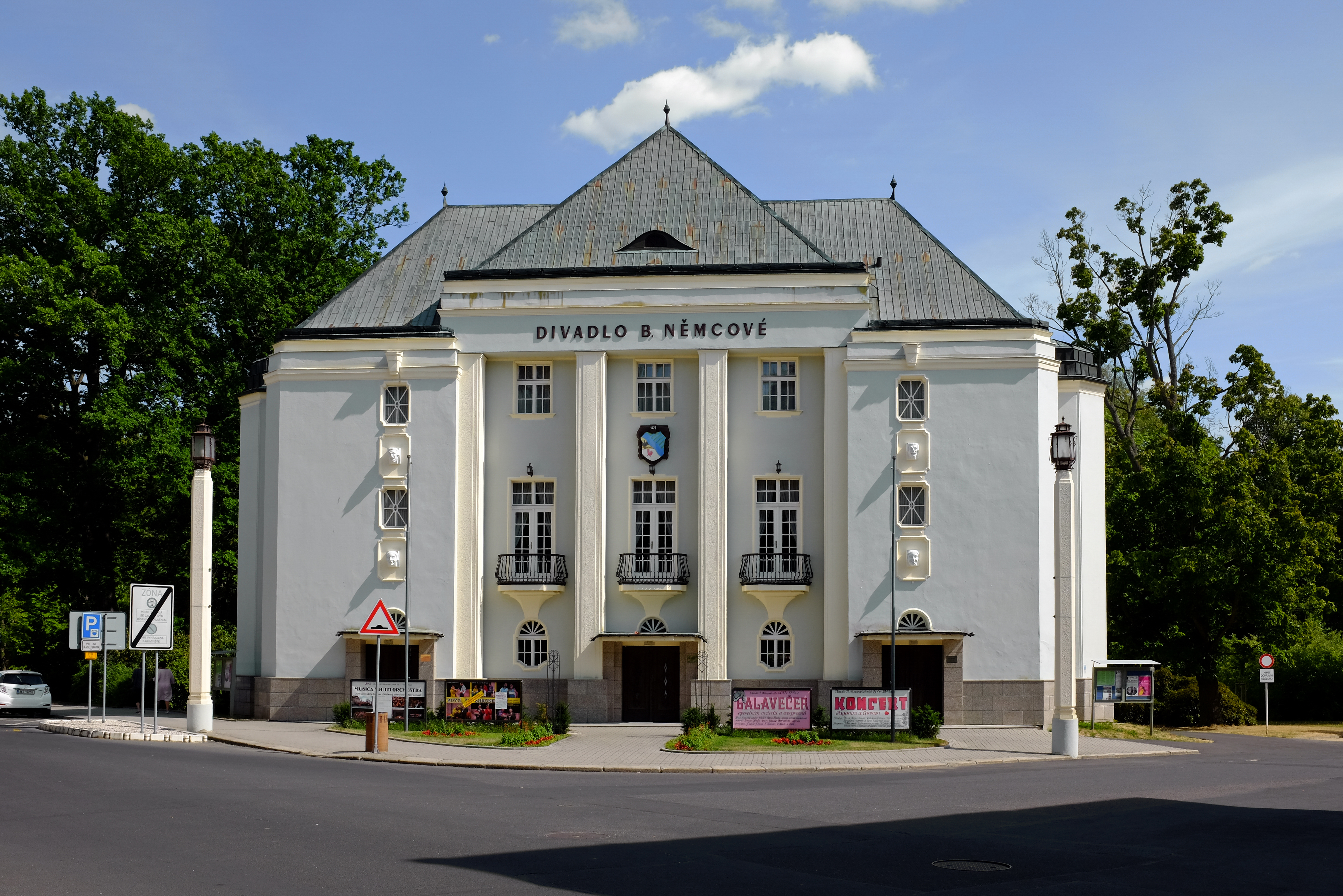
Theater in Franzensbad
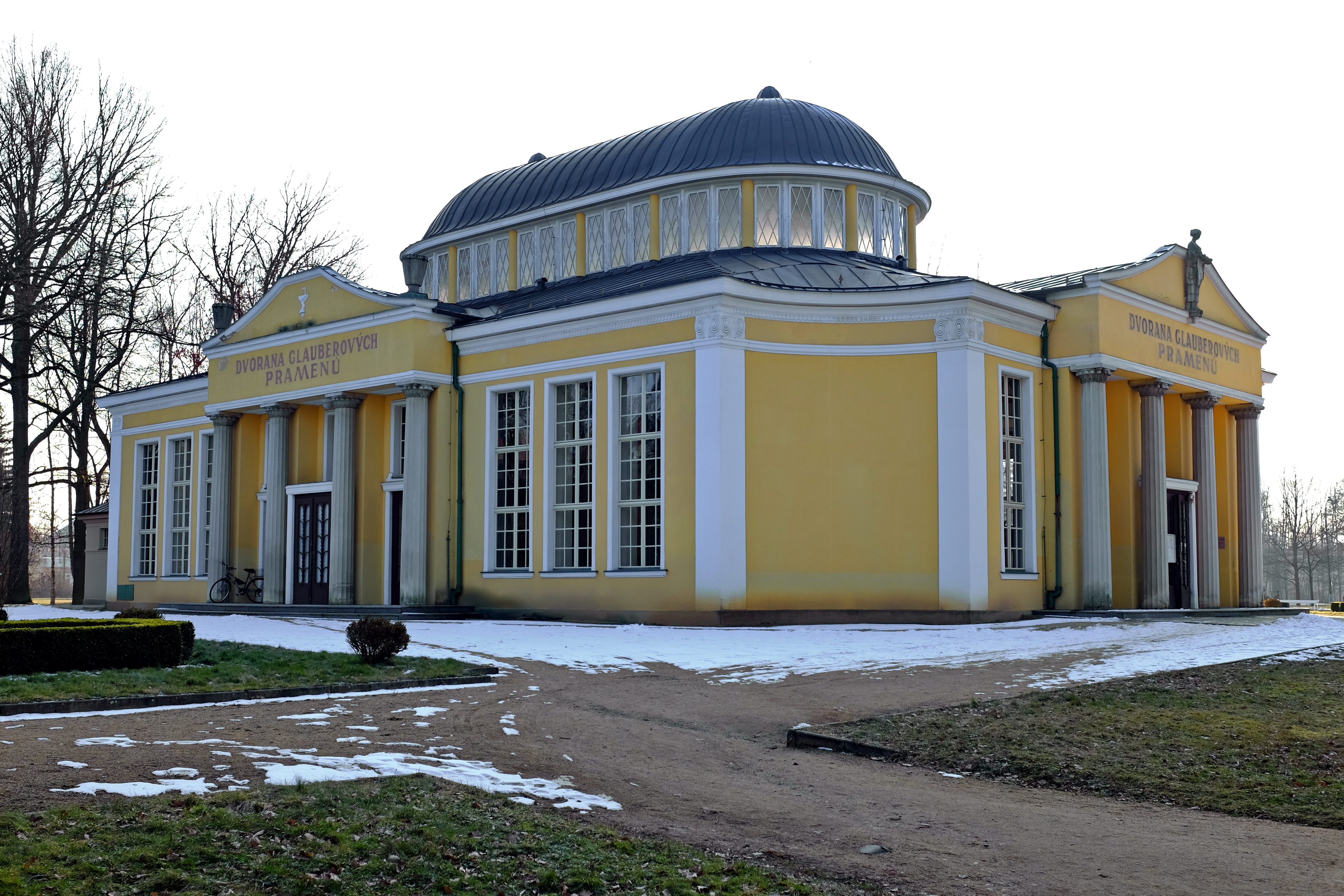
Pavillon der Glauberquelle in Franzensbad
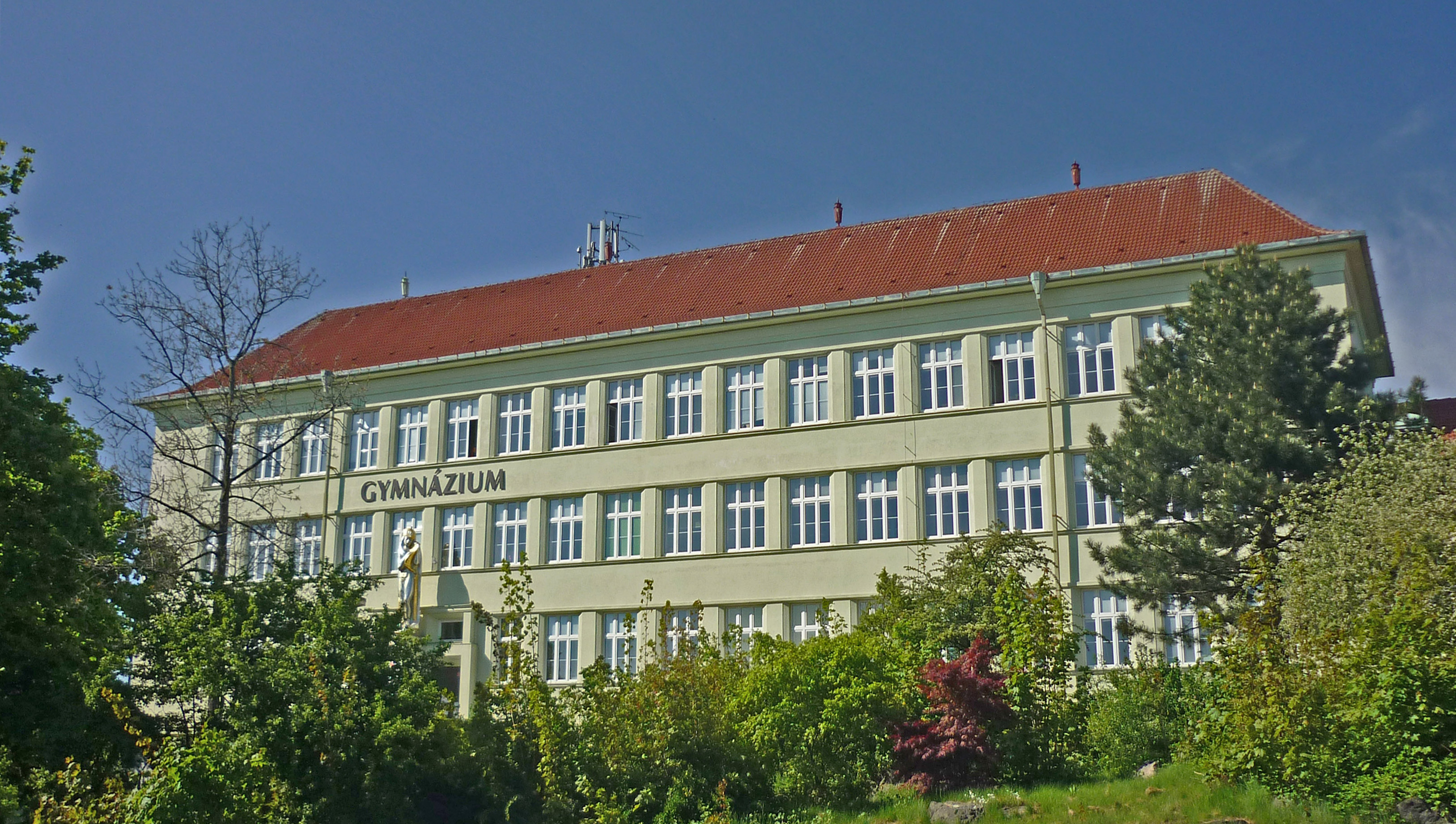
Gymnasium in Chomutov
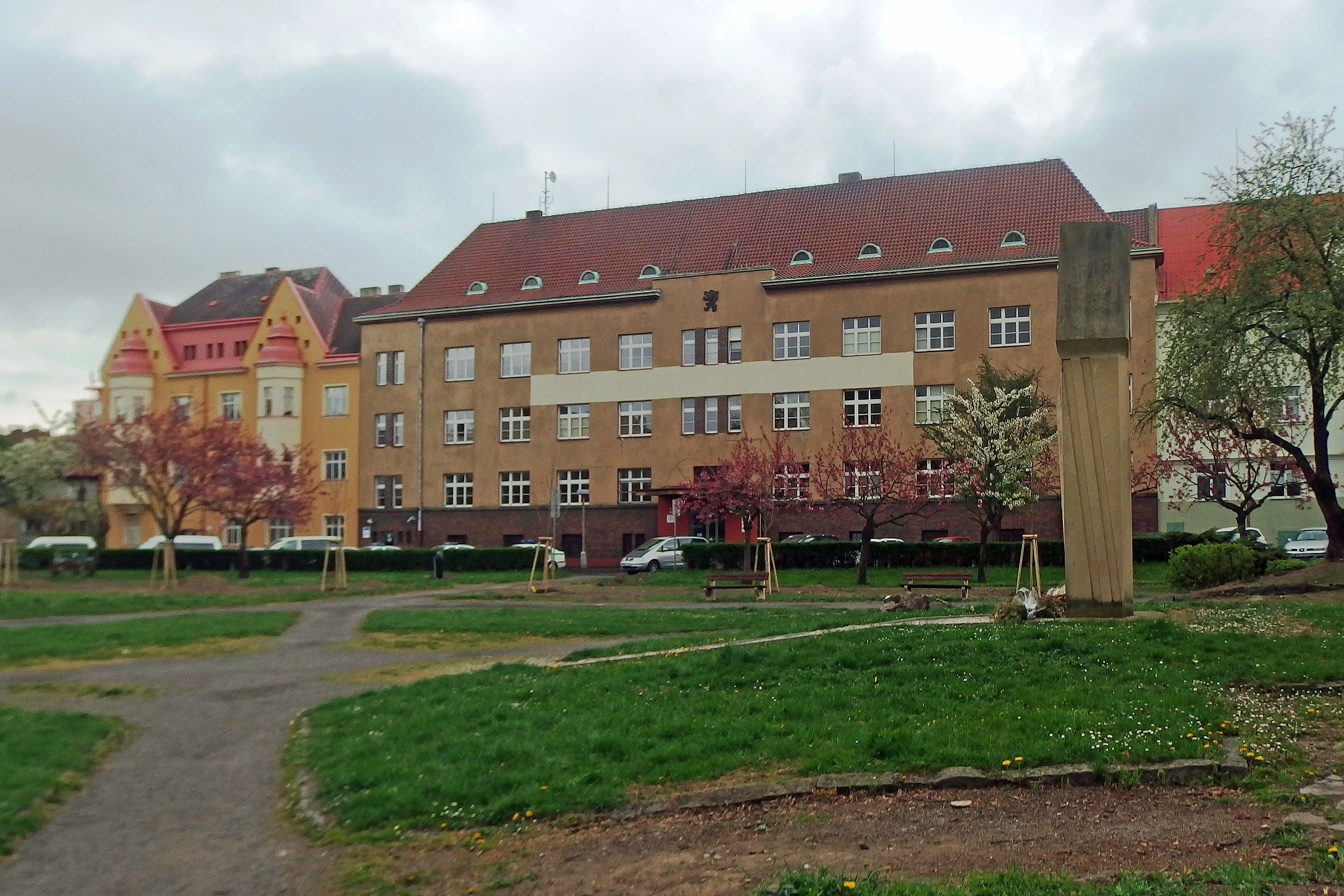
Ehem. Bezirksamt von Chomutov

### Entwürfe
- 1913: Entwurf für das Deutsche Kasino in Prag
- 1914: Entwurf für die Jungen- und Mädchen-Grundschule „Südost“ in Aussig / Ústí nad Labem-Klíše, Jateční[20]
- 1916: Entwurf für das Kunsthaus und die Stadthalle in Graz[21]
- 1923: Entwurf für einen Neubau der Nationalgalerie in Prag